# 朝鮮民族美術館
朝鮮民族美術館（ちょうせんみんぞくびじゅつかん）は、京城（現：ソウル）の景福宮にあった、朝鮮半島の工芸博物館である。1924年（大正13年）浅川巧、伯教兄弟、民藝運動で著名な柳宗悦ら日本人によって設立された。
李氏朝鮮時代に芸術家によってではなく、無名の職人によって作られた民芸（民衆の工芸）は、それまで美的な価値が顧みるられることは無かった。柳らはその価値をいち早く発見評価し、民衆の生活に深く交わるこれらの中に、素晴らしい美の姿があると評価した。また柳らは、日本の朝鮮政策を批判している。今日では韓国政府が、韓国国立民俗博物館として継承運営している。

## 関連文献
- 『浅川巧全集』 草風館、1996年
- 『浅川巧　日記と書簡』 草風館、2003年
- 『朝鮮民芸論集』 浅川巧、高崎宗司編、岩波文庫、2003年
- 『回想の浅川兄弟』 高崎宗司・深沢美恵子・李尚珍編、草風館、2005年
- 『柳宗悦と朝鮮　自由と芸術への献身』 韓永大、明石書店、2008年
- 『朝鮮とその藝術　柳宗悦全集 著作篇 第6巻』 筑摩書房[2]、1981年
- 『朝鮮の美 沖縄の美　柳宗悦セレクション』 書肆心水、2012年

「朝鮮民族美術館」の設立に就て、朝鮮の美術、朝鮮の品々 ほか全12篇